# Gallirallus pacificus
Gallirallus pacificus е изчезнал вид птица от семейство Rallidae. Обитавал е Френска Полинезия.

## Разпространение
Видът е разпространен във Френска Полинезия.